# Ivor Davies
Ivor Davies, né en novembre 1935 à Treharris, est un artiste gallois. Il vit actuellement à  Penarth où il poursuit ses recherches artistiques, inspirées de la culture et de la politique du Pays de Galles . Il utilise un mélange d’œufs et de boue venue du rivage du Rhyl, ainsi que d’autres résidus recueillis en bord de mer, comme éléments d'inspiration pour sa peinture .